# Antonio Ghiardello
Antonio Ghiardello, italijanski veslač, * 21. marec 1898, Santa Margherita Ligure, † 5. januar 1992.
Ghiardello je za Kraljevino Italijo nastopil na Poletnih olimpijskih igrah 1932 v Los Angelesu ter na Poletnih olimpijskih igrah 1936 v Berlinu.
V Los Angelesu je z italijanskim četvercu brez krmarja osvojil bronasto medaljo, v Berlinu pa je bil italijanski čoln četrti.